# Baré EC
Baré Esporte Clube – brazylijski klub piłkarski z siedzibą w mieście Boa Vista leżącym w stanie Roraima.

## Osiągnięcia
- Mistrz stanu Roraima (8): 1982, 1984, 1986, 1988, 1996, 1997, 1999, 2006
- Wicemistrz stanu Roraima (4):1995, 1998, 2002, 2007
- Torneio de Integração da Amazônia (2): 1983, 1985

## Historia
Baré Esporte Clube założony został 26 października 1946 roku przez niezadowolonych członków klubu Atlético Roraima Clube. Byli to: Aquilino da Mota Duarte, Claudeonor Freire, Mário Abdala, Hitler de Lucena, Adamor Menezes, Simão Souza, Francisco Galvão Soares, Francisco das Chagas Duarte, Alcides da Conceição Lima Filho, Ruben da Silva Bento, José Maria Menezes Filho oraz Luciano Tavares de Araújo.
Swój pierwszy tytuł mistrza stanu klub zdobył w 1982 roku. Później, będąc wciąż klubem amatorskim, Baré zdobył stanowe mistrzostwo w 1984, 1986 i 1988. W 1983 klub zwyciężył w międzystanowym turnieju Torneio de Integração da Amazônia, pokonując w finale (w stolicy stanu Acre Rio Branco) reprezentujący stan Acre klub Independência. Ten sam turniej klub wygrał w 1985, jednak tym razem tytuł podzielił z klubem Trem ze stanu Amapá.
W 1995 Baré zagrał w III lidze brazylijskiej (Campeonato Brasileiro Série C), jednak został wyeliminowany już w pierwszym etapie przez klub Progresso z miasta Mucajaí (stan Roraima). Jako już klub zawodowy Baré kolejny raz zdobył mistrzostwo stanu, pokonując w finale klub Sampaio Boa Vista. W tym samym roku klub przystąpił do rozgrywek III ligi brazylijskiej, docierając do drugiego etapu, gdzie wyeliminowany został przez klub Ji-Paraná ze stanu Rondônia.
W 1997 i 1998 klub grał w III lidze brazylijskiej, jednak za każdym razem odpadał w pierwszym etapie. W 2000 Baré wziął udział w mistrzostwach Brazylii organizowanych pod nazwą Copa João Havelange. Klub grał w zielonym module, gdzie odpadł już w pierwszym etapie.